# Mandola

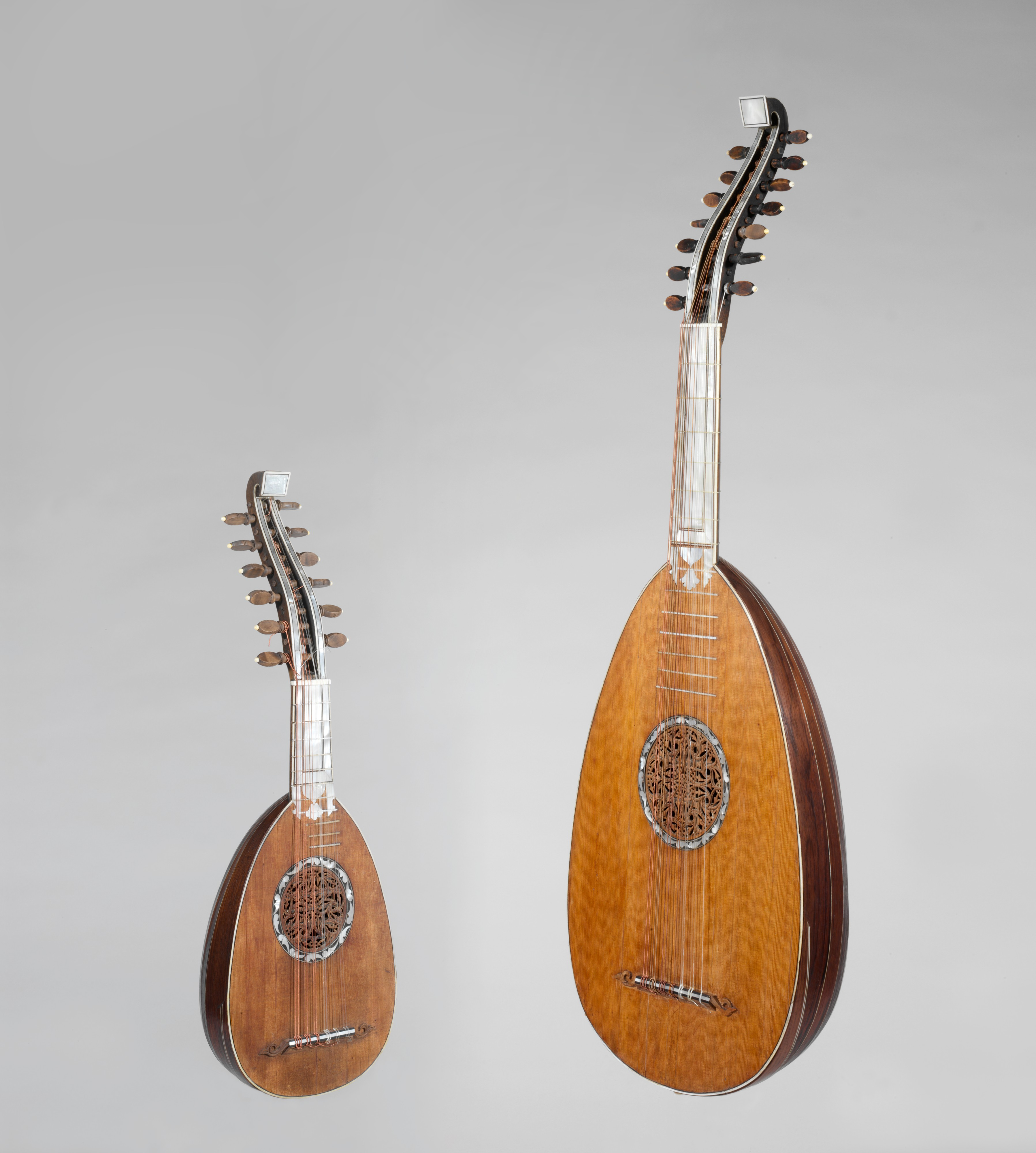
Mandolina a la izquierda (1796) y mandola lombardas a la derecha (1797), ambas realizadas en Milán por el lutier Giuseppe Presbler (Met, Nueva York).

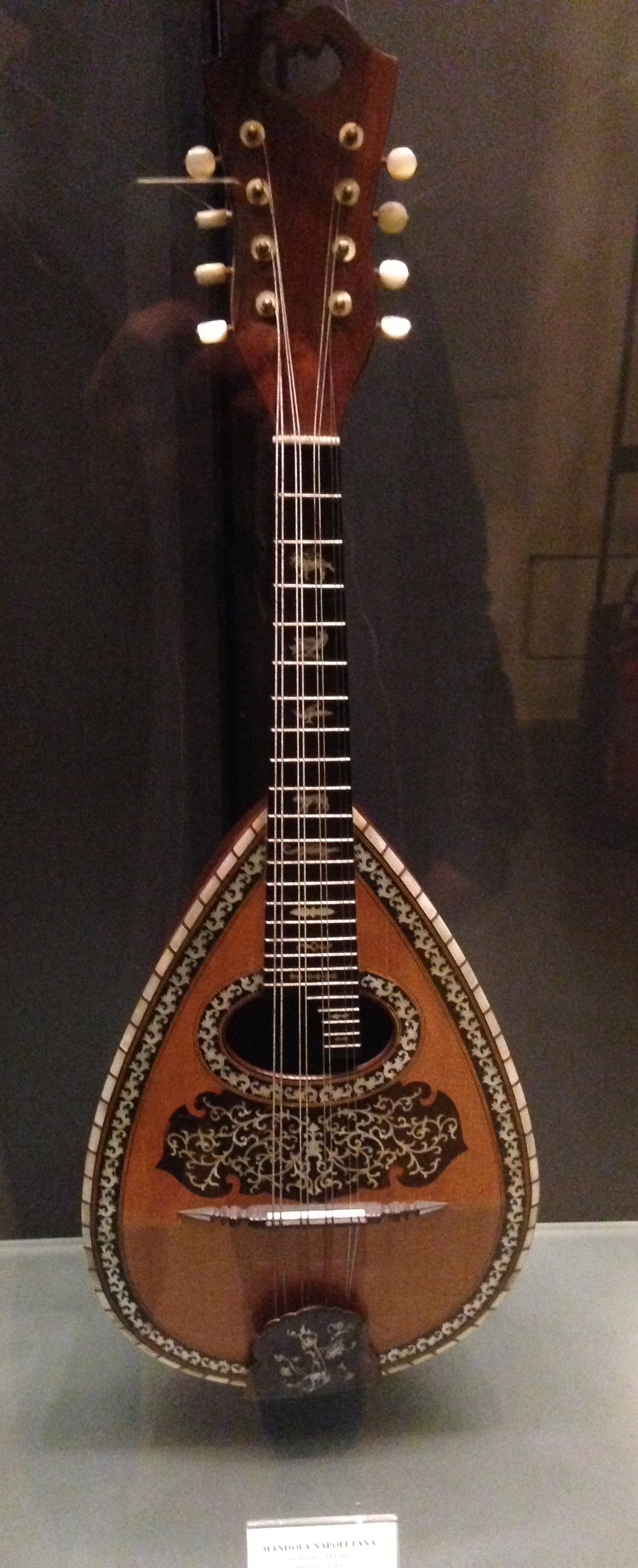
Mandola napolitana fabricada por el lutier Gennaro Marino, 1906 (Museo de Instrumentos Musicales, Milán).

La mandola, antiguamente bandola o vandola, es un instrumento de cuerda pulsada en forma de pera con trastes y cuatro pares de cuerdas que se toca con un plectro. Este cordófono surgió a partir del laúd en la Italia del siglo XVI, para dar origen a la familia de la mandolina. Desciende de la guiterna medieval y de la mandora renacentista.

## Descripción
La mandola consta de cuatro órdenes o pares de cuerdas de metal, que se suelen tocar con plectro o púa. La longitud del instrumento suele ser de unos 42 cm. Las cuerdas dobles se adaptan a una técnica interpretativa para sostener el sonido llamada tremolando, que consiste en una rápida alternancia de la púa en un solo par de cuerdas.
Las dos cuerdas pertenecientes a cada par van afinadas al unísono. Las cuerdas desde el par más grave hasta el más agudo se afinan por quintas en las siguientes notas musicales: do3 - sol3 - re4 - la4.
La mandola tiene respecto a la mandolina la misma relación que tiene la viola, afinada como la mandola, con el violín, afinado como la mandolina. La mandola tiene un mayor tamaño y está afinado una quinta más grave que la mandolina. Así pues, las tres cuerdas más agudas de la mandola (sol, re, la) están afinadas como las tres cuerdas más graves de la mandolina en las que se añade una cuerda más grave (do).

## Terminología
El origen del vocablo "mandola" puede encontrarse en la antigua pandura. También se traduce como "mandora", el cambio quizás se deba a la aproximación a la palabra italiana para hacer referencia a "almendra". El instrumento se desarrolló a partir del laúd en una fecha temprana, siendo más compacto y económico de construir, pero la secuencia de desarrollo y nomenclatura en diferentes regiones ahora es difícil de descubrir. 
Entre los instrumentos históricamente relacionados se incluyen la mandore, mandole, vandola (Juan Carlos Amat, 1596), bandola, bandora, bandurina, pandurina y, en la Alemania del siglo XVI, la quinterne o chiterna. No obstante, instrumentos significativamente diferentes en diversas ocasiones y lugares han tomado el mismo nombre o nombres similares, y la "verdadera" mandola se ha encordado de varias maneras diferentes.

## Tradiciones musicales
Este instrumento se emplea con frecuencia en la música folclórica, particularmente en la música folclórica italiana con el característico trémolo.
En ocasiones aparece en la música tradicional de Irlanda, aunque se utilizan más instrumentos relacionados como la mandolina de octava, el bouzouki irlandés y la cítara moderna. Algunos músicos tradicionales irlandeses, siguiendo el ejemplo de Andy Irvine, encordan la mandola tenor con cuerdas de mandolina que son más ligeras. Las afinan con las notas Fa - Do - Sol - Do, puesto que el mástil de la mandola es dos trastes más largo que el de la mandolina. Por su parte, músicos como Brian McDonagh de la banda Dervish usa afinaciones alternativas como Re - La - Mi - La.
Al igual que la guitarra, la mandola puede ser acústica o eléctrica. Attila the Stockbroker, poeta punk y líder de Barnstormer, utiliza una mandola eléctrica como instrumento principal. Alex Lifeson, guitarrista de Rush, también ha incluido la mandola en su obra.
Las mandolas a veces se tocan en orquestas de mandolinas, junto con otros miembros de la familia de las mandolinas: mandolina, mandola, mandoloncello y mandobajo o mandolone. Ocasionalmente es incluida en el conjunto la mandolina de octava, también conocida como mandola de octava.